# Friedrich Kittlaus
Friedrich Kittlaus (* 7. Juni 1901 in Gallenau, Landkreis Frankenstein, Provinz Schlesien; † 9. September 1991 in Berlin) war von 1949 bis 1973  als  Vizepräsident der Reichsbahndirektion Berlin Chef der Berliner S-Bahn.

## Leben
Zum 1. Mai 1933 trat er der NSDAP bei (Mitgliedsnummer 2.637.485) und war politischer Leiter. Ab 1938 war er bei der Berliner S-Bahn beschäftigt.
Nach dem Krieg lebte er in West-Berlin, hatte aber über viele Jahre seinen Arbeitsplatz bei der Reichsbahndirektion in der Ostberliner Wilhelm-Pieck-Straße (heute Torstraße). In dieser Funktion geriet er in die Mühlen des Ost-West-Konfliktes der geteilten Stadt. Zum einen fällt in seine Zeit als Chef der S-Bahn der Bau der Berliner Mauer mit der Trennung des S-Bahn-Netzes und dem anschließenden S-Bahn-Boykott in West-Berlin (1961), zum anderen organisierte er mit großem Engagement und Sachverstand trotz der wirtschaftlichen Probleme der DDR und des ständig schwelenden Kalten Krieges den S-Bahn-Verkehr in beiden Teilen Berlins.